# Stephenville (Canada)
Stephenville is een gemeente (town) in de Canadese provincie Newfoundland en Labrador. Stephenville ligt aan de westkust van het eiland Newfoundland en is een regionaal dienstencentrum voor het zuidwesten van het eiland met winkels, onderwijs, banken en een klein ziekenhuis.

## Geografie
Stephenville ligt aan het oostelijke uiteinde van St. George's Bay, de grootste baai aan de westkust van Newfoundland. De plaats ligt net ten oosten van het schiereiland Port au Port. Stephenville is in het westen vergroeid met Kippens en ligt zelf ten noordwesten van Stephenville Crossing.
De gemeente is bereikbaar via Route 460, de provinciale weg die Port au Port verbindt met de Trans-Canada Highway.

## Demografie
Demografisch gezien heeft Stephenville, net zoals de meeste afgelegen dorpen op Newfoundland, te maken met een dalende langetermijntrend. Tussen 1991 en 2021 daalde de bevolkingsomvang van 7.621 naar 6.623. Dat komt neer op een daling van 1.081 inwoners (-14,2%) in dertig jaar tijd.
| Demografische ontwikkeling van Stephenville tussen 1991 en 2021            |
| -------------------------------------------------------------------------- |
|                                                                            |
| Bron: Statistics Canada (1951–1986, 1991–1996, 2001–2006, 2011–2016, 2021) |

De gemeente Kippens is vergroeid met Stephenville en tezamen vormen ze een bewoningskern van zo'n 8400 inwoners (2021).

### Taal
In 2021 had 97,6% van de inwoners van Stephenville het Engels als moedertaal; alle anderen waren die taal machtig.
Het schiereiland Port au Port en de omliggende regio, waaronder Stephenville, is een van de enige gebieden in de provincie met een aanzienlijke Franstalige minderheid (de zogenaamde Franco-Newfoundlanders). Volgens de volkstelling van 2021 waren er in Stephenville 350 mensen (5,5%) het Frans machtig. Onder hen spreken zo'n 80 mensen (1,3%) de taal als (al dan niet gedeelde) moedertaal.
Naast het Engels en Frans was in 2021 de meest gekende taal de Amerikaanse Gebarentaal met 30 personen die ze machtig waren (0,5%).

## Luchtvaartgeschiedenis
In Stephenville was van 1941 tot 1966 de Ernest Harmon Air Force Base vliegbasis gelegen, een basis van de United States Air Force. De aanwezigheid van de basis heeft sterk bijgedragen aan de groei van het plaatsje. 
De site werd nadien omgebouwd tot de Stephenville International Airport. Deze luchthaven heeft enkel verbindingen met andere plaatsen aan de oostkust van Canada; op één internationale verbinding met de Franse archipel Saint-Pierre en Miquelon na. Een uitzondering was de inzet na 11 september 2001 toen hier in het kader van Operatie Yellow Ribbon de passagiers van acht trans-Atlantische lijnvluchten, 3.000 in totaal, gedurende een week werden opgevangen na de sluiting van de Canadese en Amerikaanse luchtruimen.

## Gezondheidszorg
In de gemeente bevindt zich het Sir Thomas Roddick Hospital, een van de twee ziekenhuizen aan Newfoundlands westkust. Daarnaast telt de gemeente ook twee zogenaamde medische klinieken (de Bay St. George Medical Clinic en de Stephenville Community Clinic) waar mensen uit de omgeving basale eerstelijnszorg kunnen ontvangen. Ook de specifiek op tandheelkunde gerichte Queen Street Medical Dental Clinic is gevestigd in Stephenville. Al deze zorginstellingen vallen onder de bevoegdheid van Western Health, de gezondheidsautoriteit van West-Newfoundland.

## Galerij

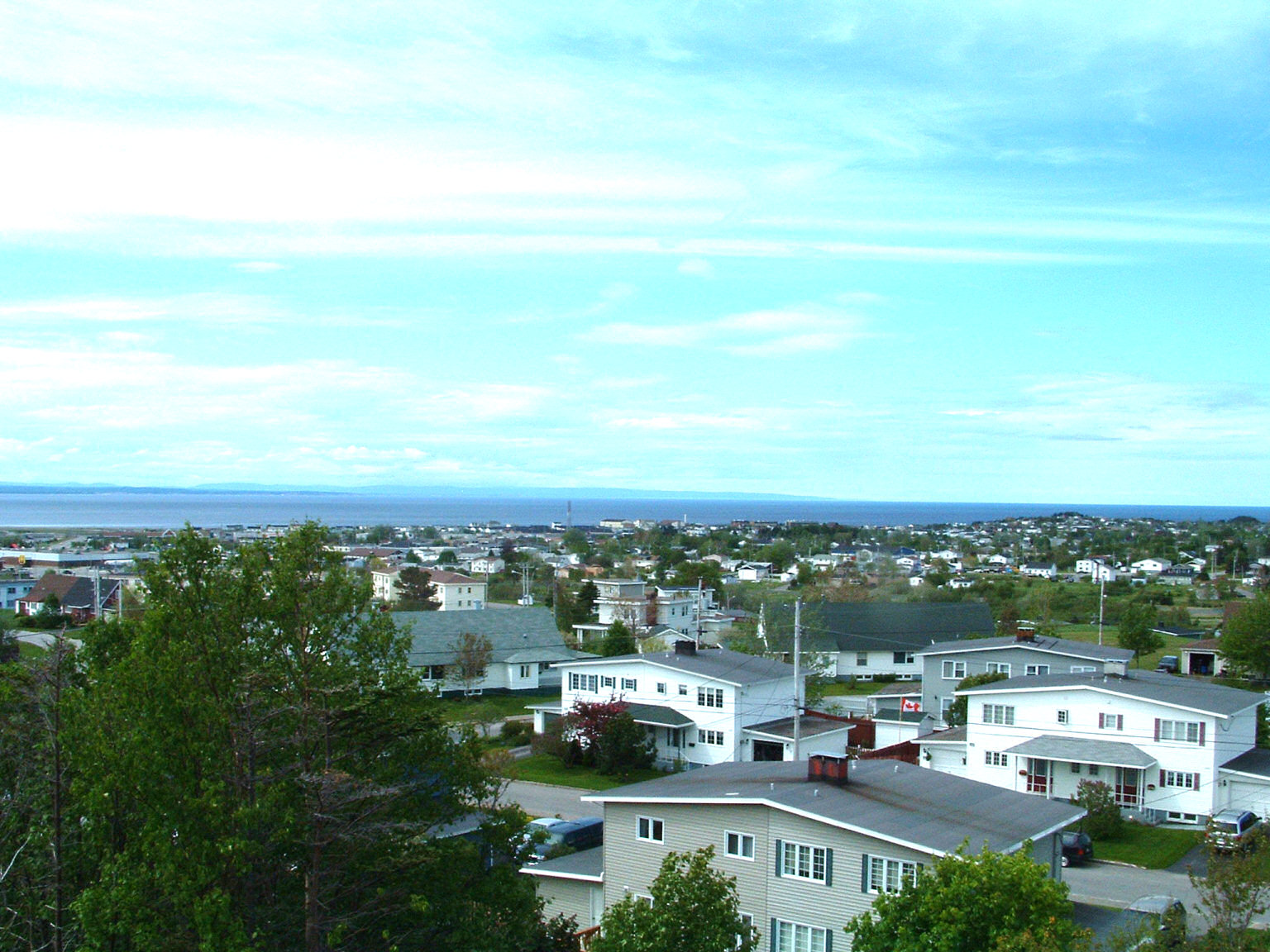
Uitzicht over Stephenville
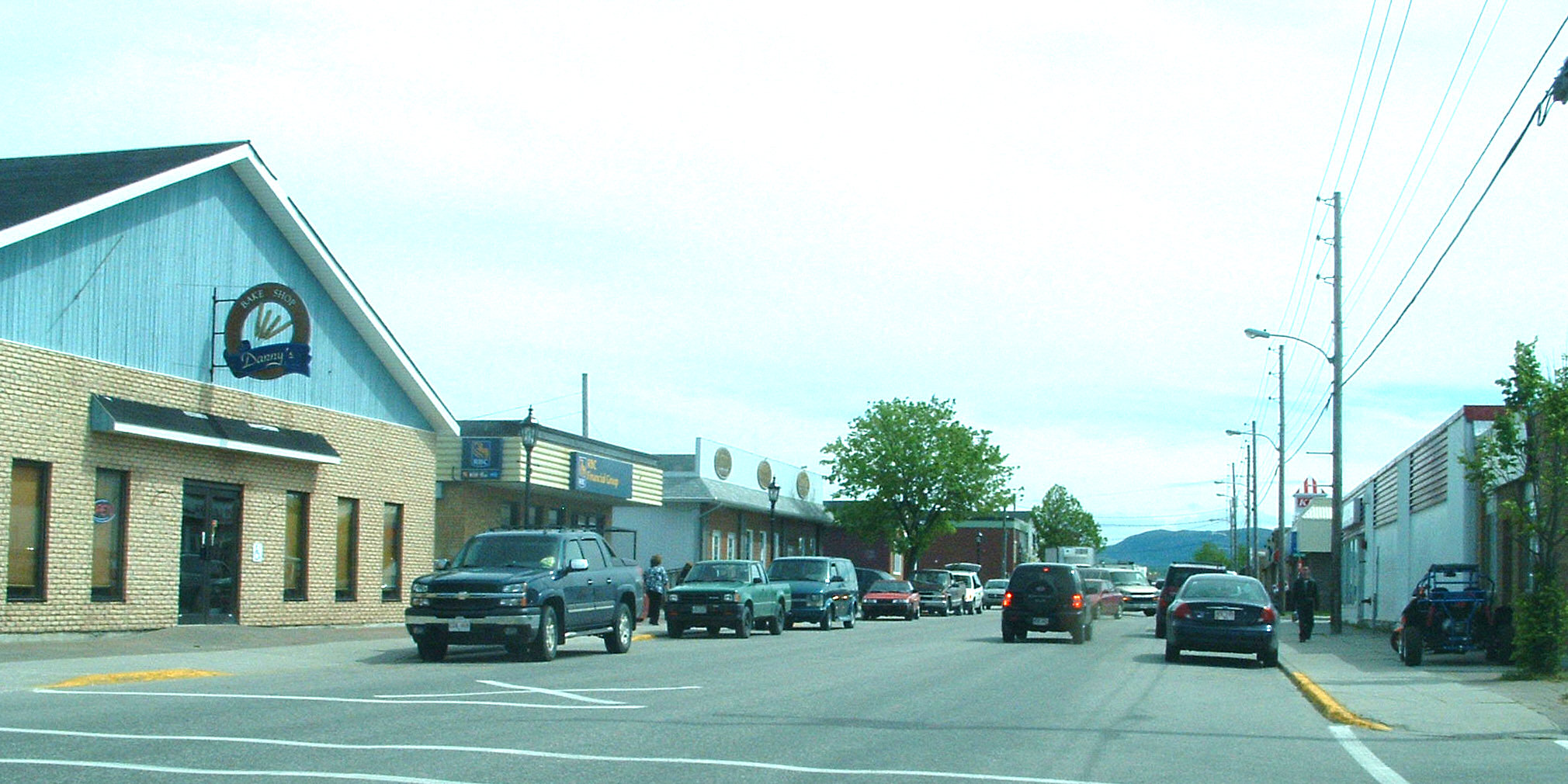
Main Street